# Eliminatórias da Copa do Mundo FIFA de 2018 - América do Norte, Central e Caribe (primeira fase)
Esta página apresenta os resultados das partidas da primeira fase das eliminatórias norte, centro-americana e caribenha para a Copa do Mundo FIFA de 2018.

## Formato
As equipes classificadas entre 22 e 35 no ranking de seleções da FIFA de agosto de 2014, disputaram esta fase eliminatória em partidas de ida e volta. Os vencedores avançaram para a segunda fase.

## Sorteio
O sorteio para esta fase ocorreu em 15 de janeiro de 2015 em Miami Beach, Estados Unidos.
As 14 equipes foram divididas em dois Potes. O Pote 1 contém as equipes ranqueadas entre as posições 22–28, e o Pote 2 contém as equipes ranqueadas entre as posições 29–35. Esta divisão foi baseada no Ranking da FIFA de agosto de 2014 (mostrado entre parênteses).
| Pote 1 | Pote 2 |
| --- | --- |
| 1. São Cristóvão e Neves (159) 2. Belize (162) 3. Monserrate (165) 4. Dominica (168) 5. Barbados (169) 6. Bermudas (173) 7. Nicarágua (175) | 1. Turcas e Caicos (181) 2. Curaçau (182) 3. Ilhas Virgens Americanas (191) 4. Bahamas (193) 5. Ilhas Caimã (197) 6. Ilhas Virgens Britânicas (201) 7. Anguila (207) |

## Partidas
| Equipe 1                 | Total    | Equipe 2                 | 1.º jogo | 2.º jogo |
| ------------------------ | -------- | ------------------------ | -------- | -------- |
| Bahamas                  | 0–8      | Bermudas                 | 0–5      | 0–3      |
| Ilhas Virgens Britânicas | 2–3      | Dominica                 | 2–3      | 0–0      |
| Barbados                 | 4–1      | Ilhas Virgens Americanas | 0–1      | 4–0      |
| São Cristóvão e Neves    | 12–4     | Turcas e Caicos          | 6–2      | 6–2      |
| Nicarágua                | 8–0      | Anguila                  | 5–0      | 3–0      |
| Belize                   | 1–1 (gf) | Ilhas Caimã              | 0–0      | 1–1      |
| Curaçau                  | 4–3      | Monserrate               | 2–1      | 2–2      |

| 25 de março de 2015 | Bahamas | 0 – 5     | Bermudas                                                    | Estádio Thomas Robinson, Nassau                |
| 19:30 (UTC−4)       |         | Relatório | Leverock 4' · Wells 14' (pen) · Lewis 29' · Donawa 57', 70' | Público: 3 500 Árbitro: USA Armando Villarreal |

| 29 de março de 2015 | Bermudas                     | 3 – 0     | Bahamas | Estádio Nacional, Devonshire                |
| 15:00 (UTC−3)       | Wells 79', 87' · Burgess 81' | Relatório |         | Público: 4 370 Árbitro: CRC Ricardo Montero |

Bermuda venceu por 8–0 no placar agregado e avançou a segunda fase.
| 26 de março de 2015 | Ilhas Virgens Britânicas  | 2 – 3     | Dominica                                     | Windsor Park, Roseau (Dominica)[a]      |
| 19:00 (UTC−4)       | E. Moss 42' · Johnson 52' | Relatório | Elizee 45+1' · Mit. Joseph 65' · Peltier 80' | Público: 1 169 Árbitro: JAM Karl Tyrell |

| 29 de março de 2015 | Dominica | 0 – 0     | Ilhas Virgens Britânicas | Windsor Park, Roseau                          |
| 17:00 (UTC−4)       |          | Relatório |                          | Público: 2 661 Árbitro: MEX Fernando Guerrero |

Dominica venceu por 3–2 no placar agregado e avançou a segunda fase.
| 22 de março de 2015 | Barbados | 0 – 1     | Ilhas Virgens Americanas | Estádio Nacional, Bridgetown             |
| 19:00 (UTC−4)       |          | Relatório | Browne 16'               | Público: 2 300 Árbitro: SKN Kimbell Ward |

| 26 de março de 2015 | Ilhas Virgens Americanas | 0 – 4     | Barbados                                                        | Cancryn Field, Charlotte Amalie          |
| 15:30 (UTC−4)       |                          | Relatório | Sargeant 4' · Jam. Chandler 25' · Harte 76' · Jab. Chandler 90' | Público: 410 Árbitro: JAM Kevin Morrison |

Barbados venceu por 4–1 no placar agregado e avançou a segunda fase.
| 23 de março de 2015 | São Cristóvão e Neves                                                            | 6 – 2     | Turcas e Caicos            | Warner Park, Basseterre                   |
| 20:00 (UTC−4)       | Harris 18' · T. Leader 43' · O. Mitchum 45+3', 90' · Hanley 68' · O'Loughlin 86' | Relatório | Forbes 22' · T. Leader 74' | Público: 2 000 Árbitro: GUY Sherwin Moore |

| 26 de março de 2015 | Turcas e Caicos             | 2 – 6     | São Cristóvão e Neves                                            | TCIFA National Academy, Providenciales  |
| 19:00 (UTC−4)       | Calixte 5' (pen), 14' (pen) | Relatório | J. Leader 7', 29' · Panayiotou 33' (pen), 55', 60' · Robbins 73' | Público: 420 Árbitro: SLV Elmer Bonilla |

São Cristóvão e Nevis venceu por 12–4 no placar agregado e avançou a segunda fase.
| 23 de março de 2015 | Nicarágua                                              | 5 – 0     | Anguila | Estádio Nacional Dennis Martínez, Manágua |
| 18:00 (UTC−6)       | Galeano 12' · Copete 25', 39' · Barrera 37' · Lazo 63' | Relatório |         | Público: 4 214 Árbitro: PAN Jafeth Perea  |

| 29 de março de 2015 | Anguila | 0 – 3     | Nicarágua                        | Ronald Webster Park, The Valley           |
| 17:00 (UTC−4)       |         | Relatório | Leguías 22', 67' · Barrera 45+1' | Público: 1 200 Árbitro: HON Óscar Moncada |

Nicarágua venceu por 8–0 no placar agregado e avançou a segunda fase.
| 25 de março de 2015 | Belize | 0 – 0     | Ilhas Caimã | FFB Field, Belmopan                     |
| 20:00 (UTC−6)       |        | Relatório |             | Público: 1 924 Árbitro: GUA Óscar Reyna |

| 29 de março de 2015 | Ilhas Caimã  | 1 – 1     | Belize     | Complexo Esportivo Truman Bodden, Grande Caimão |
| 19:00 (UTC−5)       | M. Ebanks 5' | Relatório | Kuylen 20' | Público: 1 800 Árbitro: CUB Yadel Martínez      |

1–1 no placar agregado. Belize avançou a segunda fase pela regra do gol fora de casa.
| 27 de março de 2015 | Curaçau                             | 2 – 1     | Monserrate | Estádio Ergilio Hato, Willemstad          |
| 20:00 (UTC−4)       | Merencia 8' · Zschusschen 39' (pen) | Relatório | Taylor 24' | Público: 9 000 Árbitro: NCA Óscar Davilla |

| 31 de março de 2015 | Monserrate                     | 2 – 2     | Curaçau                   | Estádio Blakes Estate, St. John's        |
| 19:00 (UTC−4)       | Willer 65' · Wodds-Garness 83' | Relatório | Lachman 41' · Vicento 89' | Público: 500 Árbitro: TRI Rodphin Harris |

Curaçao venceu por 4–3 no placar agregado e avançou a segunda fase.